# Coroneles
Coroneles es una localidad del municipio de Valderredible (Cantabria, España).  Está localizada a 920 m s. n. m., y dista 18 km de la capital municipal, Polientes y a su vez está situada a 129 km de Santander, la capital de la comunidad autónoma de Cantabria. En 2024 contaba con una población de 2 habitantes (INE).

## Paisaje y naturaleza
Llegar al pueblo de Coroneles es casi un alivio después de un largo ascenso atravesando la espesura del monte el Matorral cuyo nombre nos da una idea del tipo de formación vegetal que más abunda en sus términos. Aun así, el pino de repoblación aparece como la segunda especie dominante por esta área, después del roble.

## Patrimonio histórico
Su iglesia es de estilo barroco con bella espadaña. Del siglo XIV existió una virgen con niño actualmente en el Museo Diocesano de Santillana del Mar.
A menos de un kilómetro del casco, existe una necrópolis de origen medieval de las pocas que conserva sepulcros exentos de tipo “pila” en Valderredible.
- Datos: Q8351113